# 三好翼
三好 翼（みよし つばさ、1987年10月23日 – ）は、日本の男性声優。広島県出身。プロダクション・エース所属。

## 略歴
日本ナレーション演技研究所、AIR AGENCY声優養成所出身。2020年12月にAIR AGENCYを離れフリーになることを発表した。2021年2月よりプロダクション・エース所属となった。

## 人物
趣味にはゲーム、カラオケ、美術鑑賞をそれぞれ挙げている。特技には弓道を挙げている。
自身の出身地に本拠地を置くプロ野球球団・広島東洋カープのファンである。

## 出演

### テレビアニメ
2018年
- 斉木楠雄のΨ難（男子生徒B）
- ミイラの飼い方（男子生徒、地蔵のジイちゃん、コレクター）
- 殺戮の天使（老人）

2019年
- ジョジョの奇妙な冒険 黄金の風（警官A〈悪党〉）
- 手品先輩（生徒）
- あんさんぶるスターズ!（男子生徒、生徒）
- 女子高生の無駄づかい（男）
- 旗揚!けものみち（神官3）
- あひるの空（トビの養父）

2020年
- アイドリッシュセブン Second BEAT!（スタッフC）
- 新サクラ大戦 the Animation（警官）
- Re:ゼロから始める異世界生活（町人）
- 池袋ウエストゲートパーク（戸田橋デストロイヤーZ3）
- ギャルと恐竜（お笑い芸人C）

2021年
- ひげを剃る。そして女子高生を拾う。（デパート内の客）

2022年
- デート・ア・ライブIV（男子生徒A）
- ニンジャラ（チンピラ）
- 宇崎ちゃんは遊びたい!ω

2023年
- 神達に拾われた男2（お客）
- レベル1だけどユニークスキルで最強です（男、ゴリラ）
- 呪術廻戦 懐玉・玉折/渋谷事変（信者）
- SHY（野次馬）

2025年
- 戦隊大失格（パンダ怪人）

### 劇場アニメ
- この世界の片隅に（2016年、街の人々）
- 劇場版 Fate/kaleid liner プリズマ☆イリヤ 雪下の誓い（2017年、町人）
- 劇場版 はいからさんが通る 前編 〜紅緒、花の17歳〜（2017年）
- 映画 プリキュアミラクルユニバース（2019年、パトロール隊員C）

### Webアニメ
- いたずら魔女と眠らない街（2017年、ドーナツ屋店員）
- 攻殻機動隊 SAC_2045（2020年、一男）

### ゲーム
時期不明
- リネージュII

2015年
- うたわれるもの 偽りの仮面

2016年
- 雷子 -紺碧の章-（文種）
- うたわれるもの 二人の白皇

2017年
- デウスエクス マンカインド・ディバイデッド
- ダンジョントラベラーズ2-2 闇堕ちの乙女とはじまりの書

2018年
- 逆転オセロニア（バロウズ）
- 破軍・三国志（左慈 他）
- 絶体絶命都市4Plus -Summer_Memories-（町会長）

2020年
- ロストアーク（ヴァルタン）

2023年
- BLUE PROTOCOL

### ドラマCD
- トゥルース
- 5時から9時まで 12 きゅんきゅん極上VOICE ドラマCD付き限定版

### デジタルコミック
- ねこ、はじめました（2018年、ぶさネコ）
- フェンリル母さんとあったかご飯＠COMIC（2020年、ナレーション[16]）

### オーディオブック
- だしの取り方（2015年）
- 握り寿司の名人（2015年）
- 良寛様の書（2015年）
- 料理の第一歩（2015年）
- 妖怪学（2015年）
- 私本太平記シリーズ（2015年 - 2016年）
- ドラッカー理論で読み解く 成功する起業家の条件（2016年）
- 14歳の天使が 私たちに教えてくれたこと 〜お仕事沿線・感動の物語2〜（2016年）
- 鬼平犯科帳シリーズ（2016年 - 順次続刊）
- 声に出して読みたい日本語シリーズ（2016年 - 2018年）
- 悪貨（2016年）
- 仕事で結果を出す人はこの「きれいごと」を言わない!（2017年）
- 達成の科学（2017年）
- 佃島ふたり書房（2017年）
- プリズンホテルシリーズ（2017年 - 2019年）
- 物書同心居眠り紋蔵シリーズ（2017年 - 2018年）
- 風花帖（2018年）
- この君なくば（2018年）
- お金が貯まる人が捨てた37のこと（2018年）
- 「空気」で人を動かす（2018年）
- 賤ヶ岳合戦（「日本合戦譚」より）（2018年）
- 舞姫（2018年）
- 本朝金瓶梅シリーズ（2018年）
- 吉原手引草（2018年）
- 罪の声（2018年）
- 季節のない街（2019年）
- ピコ太郎のつくりかた（2019年）
- 月山・鳥海山（2019年）
- 有栖川有栖 国名シリーズ（2019年 - 順次続刊）

### 吹き替え

#### 映画
- アイデア・オブ・ユー 〜大人の愛が叶うまで〜
- 悪魔のいけにえ2（作業男1）
- デッド・フレンド・リクエスト（ガスターボ・ガルシア〈ショーン・マークウェット（英語版）〉）
- トゥモロー・ウォー（サム〈テレンス・スミス〉[17]）
- 人魚姫（ロン・ジェンフェイ〈クリス・ウー〉[18]）
- バック・トゥ・ザ・フューチャー（3-D〈ケイシー・シーマツコ〉）※日本テレビ版
- バック・トゥ・ザ・フューチャー PART2（ホワイティ〈ジェイソン・スコット・リー〉、3-D〈ケイシー・シーマツコ〉[19]）※日本テレビ版
- バック・トゥ・ザ・フューチャー PART3（シーガー〈ショーン・サリバン〉）※日本テレビ版2
- ハンターキラー 潜航せよ（ヒメネス）
- マレガオンのスーパーボーイズ〜夢は映画と共に〜
- Work It 〜輝けわたし!〜

#### ドラマ
- トランスポーター ザ・シリーズ ニューミッション
- 師任堂、色の日記（ナム・ギウォン）
- イタズラなKiss〜Miss In Kiss（グアン先生）